# Memories (film 1995)
Memories (メモリーズ?, Memorîzu) è un film d'animazione del 1995 diretto da Kōji Morimoto, Tensai Okamura e Katsuhiro Ōtomo.
Il film è stato prodotto dalla Bandai Visual e realizzato sulla base di un'idea di Katsuhiro Ōtomo dagli studi Madhouse e Studio 4°C. È stato pubblicato in Italia in DVD dalla Sony Pictures. Il film è un adattamento di alcuni episodi tratti dall'omonima raccolta di storie brevi del manga MEMORIE, scritte e disegnate da Ōtomo, pubblicata nel 1982. La prima parte, Magnetic Rose (彼女の想いで?, Kanojo no omoide, lett. "I ricordi della signora"), è stata diretta dal co-fondatore dello Studio 4°C Koji Morimoto; Stink Bomb (最臭兵器?, Saishū heiki, lett. "L'arma puzzolente") da Tensai Okamura; e Cannon Fodder (大砲の街?, Taihō no machi, lett. "La città dei cannoni") da Ōtomo stesso.

## Trama
Magnetic Rose (彼女の想いで?, Kanojo no omoide, lett. "I ricordi della signora")
La Corona, una nave da carico per il salvataggio nello spazio profondo, è in missione quando intercetta un segnale di soccorso e decide di rispondere. L'equipaggio si imbatte in un cimitero di astronavi in orbita attorno a una gigantesca stazione spaziale. I due ingegneri di bordo, Heintz e Miguel, vi entrano per dare un'occhiata più da vicino. All'interno, scoprono un opulento ambiente in stile europeo e diverse stanze arredate in vari stati di degrado, ma non trovano segni di vita. I due uomini scoprono che la stazione apparteneva a una diva dell'opera un tempo famosa, Eva Friedel, scomparsa dopo l'omicidio del suo fidanzato, Carlo Rambaldi, anch’egli cantante.  Continuando a cercare la fonte del segnale, gli ingegneri si separano, e ciascuno di loro vive esperienze paranormali, tra cui strani rumori e visioni di Eva. Miguel entra nel ventre fatiscente della stazione e, in una camera cavernosa, trova un pianoforte rotto che emette il segnale di soccorso. Inizia ad avere allucinazioni, ed Eva improvvisamente accorre per baciarlo.  Heintz trova un palcoscenico teatrale e vede Eva, che lo pugnala quando si avvicina. Paralizzato all’improvviso, Heintz rivive un ricordo di sua moglie e di sua figlia, Emily. L’illusione svanisce quando Eva assume le sembianze della moglie e gli dice che “non se ne andrà mai”. Heintz si precipita a salvare Miguel, ma quest’ultimo scompare più in profondità nella caverna, ormai sedotto da Eva, che gli fa credere di essere Carlo.  Eva rivela a Heintz di aver ucciso il vero Carlo perché si era rifiutato di sposarla, e da allora ha costretto altri a rivivere la sua immagine. Fa rivivere a Heintz la morte di Emily e cerca di convincerlo a restare con il doppelgänger della figlia. Heintz resiste e spara all’enorme computer incorporato nel soffitto della caverna, causando il malfunzionamento dell’ologramma AI di Eva.  Nel frattempo, la Corona combatte contro un potente campo magnetico generato dalla stazione, che attira la nave verso di sé. In preda alla disperazione, i membri dell’equipaggio Aoshima e Ivanov sparano con un potente cannone a energia, scavando abbastanza in profondità nella struttura da raggiungere la caverna e Heintz, pochi istanti prima che la nave venga fatta a pezzi.  Heintz viene espulso nello spazio insieme agli scheletri in tuta spaziale delle precedenti vittime di Eva, mentre quest’ultima canta ossessivamente di fronte a un pubblico immaginario. La Corona viene distrutta ed entra a far parte della struttura a forma di rosa che circonda la stazione.  Viene mostrato il luogo in cui giace il vero corpo, ormai da tempo senza vita, di Eva. Una rappresentazione di lei appare mentre parla romanticamente con Miguel, che ormai ha abbracciato completamente la sua nuova identità di Carlo. Heintz viene visto per l’ultima volta alla deriva nello spazio, ancora vivo.
Stink Bomb (最臭兵器?, Saishū heiki, lett. "L'arma puzzolente")
Il tecnico di laboratorio Nobuo Tanaka, mentre combatte contro l'influenza, scambia alcune pillole sperimentali per medicine comuni e ne ingerisce una. Le pillole erano state sviluppate per aiutare i soldati a contrastare le armi biologiche, ma reagiscono al vaccino antinfluenzale che Nobuo aveva ricevuto poco prima, causando la produzione di grandi quantità di un gas altamente tossico. Durante un pisolino, l’odore che emette uccide tutti i presenti nel laboratorio. Inorridito, Nobuo riferisce l'incidente al quartier generale, che gli ordina di consegnare il farmaco sperimentale a Tokyo. Nel frattempo, è diventato inconsapevolmente un’arma vivente di distruzione di massa.  L’odore che emana diventa sempre più forte, estendendosi per chilometri e uccidendo ogni animale che lo respira. Le piante, invece, sopravvivono all’esposizione e sembrano addirittura rafforzate dall’agente chimico sconosciuto. Il gas è così potente che né le maschere antigas né le tute NBC riescono a proteggere dagli effetti letali.  Durante il suo viaggio attraverso la prefettura di Yamanashi, Nobuo uccide involontariamente tutta la vita animale lungo il percorso, inclusi tutti i 200.000 residenti della città di Kōfu. Prosegue verso Tokyo, ignaro della distruzione che si lascia alle spalle, mentre nel resto del paese esplode il panico.  Il capo della società di ricerca, insieme all’esercito giapponese, identifica Nobuo come la causa della diffusione del gas e ordina di eliminarlo. Le Forze di Autodifesa giapponesi tentano invano di fermarlo con artiglieria e missili, ma le sostanze chimiche interferiscono con i sistemi di puntamento delle armi.  L'esercito americano, fino a quel momento solo osservatore, invoca il Trattato di Sicurezza USA-Giappone per assumere il controllo dell'operazione e invia un'unità della NASA equipaggiata con tute spaziali per cercare di catturare Nobuo vivo.  Quando Nobuo entra in un tunnel, l’esercito giapponese fa crollare parte del ponte e del tunnel alle sue spalle, intrappolandolo con una sola via d’uscita. Accendono generatori eolici nel tentativo di bloccare l’avanzata dell’odore. Mentre i soldati in tuta spaziale si avvicinano, Nobuo si spaventa e il suo odore esplode, disabilitando le luci e i generatori.  Quando la nube si dissolve, i soldati sembrano averlo sottomesso. Uno di loro, in giacca e cravatta, viene scortato al quartier generale militare di Tokyo per consegnare la droga. Ma, una volta lì, apre la visiera, rivelando di essere in realtà Nobuo, infilato nella tuta da uno degli altri soldati. Ancora ignaro della propria condizione, apre completamente la tuta, uccidendo tutti nella stanza.
Cannon Fodder (大砲の街?, Taihō no machi, lett. "La città dei cannoni")
In una città murata, perennemente in guerra, il sostentamento di tutti dipende dal mantenimento e dall’uso degli enormi cannoni che costituiscono la maggior parte della struttura urbana. Quasi tutti gli edifici sono dotati di cannoni di varie dimensioni, capaci di sparare enormi proiettili di artiglieria oltre le mura della città. La storia è animata in un unico piano sequenza, che mostra la vita quotidiana di un giovane scolaro; di suo padre, un umile cannoniere; e di sua madre, operaia in una fabbrica di munizioni. La città è circondata da una terra desolata piena di crateri, avvolta da nubi di fumo e polvere generate dal continuo fuoco dei cannoni.  Nonostante la propaganda insista sulla minaccia del nemico, non vi è alcuna conferma visiva della sua esistenza, né è chiaro se il nemico esista davvero.  Al padre del ragazzo viene assegnato uno dei cannoni più grandi della città: un enorme cannone ferroviario rosso, azionato personalmente da un ufficiale sontuosamente vestito. In seguito a un incidente di sicurezza, il padre viene ritenuto responsabile e costretto a restare accanto al cannone senza alcun equipaggiamento protettivo durante un nuovo colpo.  Quella sera, la famiglia è a casa e ascolta un notiziario che proclama la devastazione inflitta alla città nemica. Il ragazzo chiede allora al padre perché stiano combattendo, ma l’uomo si limita a rispondere che lo capirà quando sarà più grande.  Mentre si mette a letto, il ragazzo immagina di essere lui l’ufficiale incaricato di sparare con il cannone ferroviario. Durante il sonno, una sirena della protezione civile risuona e una luce blu attraversa la finestra.

## Manga
Memorie è una raccolta di storie brevi scritte e disegnate da Katsuhiro Ōtomo, pubblicata in Giappone da Kōdansha. Questa antologia include alcuni dei racconti che hanno ispirato il film anime, come Stink Bomb (originariamente intitolato Taiho no Machi o "La città dei cannoni") e Cannon Fodder (Taiho no Ie), ma non è un adattamento diretto e completo dell'anime. Il manga raccoglie varie opere di Ōtomo scritte in periodi diversi, alcune delle quali risalgono agli anni '70 e '80, prima e dopo Akira. In Italia, questa raccolta è stata pubblicata da Planet Manga con il titolo: KATSUHIRO OTOMO MEMORIE.